# L'Arlésienne (phim)
L'Arlésienne là một bộ phim bộ phim của Pháp năm 1942 do đạo diễn Marc Allégret dựng lên, với sự tham gia Raimu và một trẻ Louis Jourdan. Nó dựa trên vở kịch cùng tên của Alphonse Daudet.

## Âm mưu
Trong Camargue, một tay chơi trẻ tuổi địa phương tên Frédéri (Jourdan) phải lòng một phụ nữ trẻ từ Arles. Gia đình anh cho rằng cô không phù hợp làm vợ vì cô đã đi chơi với một người lính. Đoàn tùy tùng của anh ta cố gắng cổ vũ anh ta nhưng anh ta có ý định tự tử.

## Diễn viên được chọn
- Louis Jourdan trong vai Frédéri
- Raimu trong vai Marc, ông chủ
- Gaby Morlay trong vai Rose Mamaï
- Édouard Delmont trong vai Balthazar, người chăn cừu
- Fernand Charpin trong vai Francet Mamaï
- Gisèle Pascal trong vai Vivette
- Charles Moulin trong vai Mitifio, người bảo vệ
- Annie Toinon là người lan man